# Rafer Johnson
Rafer Johnson   (Hillsboro, 18 d'agost de 1934 - Sherman Oaks, 2 de desembre de 2020) fou un atleta i actor estatunidenc, que guanyà dues medalles olímpiques en la prova de decatló.

## Biografia
Va néixer el 18 d'agost de 1934 a la ciutat de Hillsboro, població situada a l'estat de Texas, si bé la seva família es traslladà de ben petit a Kingsburg (Califòrnia), quan ell tenia nou anys. Durant un temps, van ser l'única família negra del poble. Un esportista versàtil, va jugar als equips de futbol, beisbol i bàsquet de Kingsburg High School. També va ser elegit president de classe tant a secundària com a secundària. L'estiu entre els seus anys de segon i segon de secundària (16 anys), el seu entrenador Murl Dodson va conduir Johnson 24 km a Tulare i vaig veure Bob Mathias competir a les proves de decatló olímpic dels Estats Units de 1952. Johnson va dir al seu entrenador: «Podria haver guanyat a la majoria d'aquests nois». Dodson i Johnson van tornar un mes després per veure la desfilada de la victòria de Mathias. Setmanes més tard, Johnson va competir en un decatló d'invitació de secundària i va guanyar l'esdeveniment. També va guanyar les reunions de decatló de l'escola secundària de Califòrnia de 1953 i 1954.
És germà del jugador de futbol americà Jimmy Johnson i pare de la jugadora de voleibol platja Jenny Johnson-Jordan.

## Carrera esportiva
El 1954, com a estudiant de primer any a la Universitat de Califòrnia, Los Angeles (UCLA), el seu progrés en l'esdeveniment va ser impressionant; s'especialitzà en el decatló i l'any 1954 va batre el rècord mundial en la seva quarta competició. Va entrar a la fraternitat Pi Lambda Phi, la primera fraternitat no sectària dels Estats Units, i va ser president de la classe a l'UCLA. El 1955, a la Ciutat de Mèxic, va guanyar la medalla d'or als Jocs Panamericans.
Johnson es va classificar, als 22 anys, tant per a les proves de decatló com de salt de llargada per als Jocs Olímpics d'estiu de 1956 a Melbourne. Tanmateix, es va veure obstaculitzat per una lesió i va perdre el seu lloc en el salt de llargada. Malgrat aquest hàndicap, va aconseguir guanyar la medalla de plata en el decatló darrere del seu compatriota Milt Campbell. Seria la seva última derrota en l'esdeveniment.
Després de patir unes lesions els anys 1957 i 1959, participà en els Jocs Olímpics d'Estiu de 1960 realitzats a Roma (Itàlia).
A causa d'una lesió, Johnson es va perdre les temporades de 1957 i 1959 (aquesta última a causa d'un accident de cotxe), però va batre el rècord mundial el 1958 i de nou el 1960. La corona de la seva carrera va arribar als Jocs Olímpics d'estiu de 1960 a Roma, on aconseguí guanyar la medalla d'or, just per davant del taiwanès Yang Chuan-Kwang, el seu rival més seriós. Yang també va estudiar a UCLA; els dos es van entrenar junts amb l'entrenador de pista de la UCLA, Elvin C. Ducky Drake i s'havien fet amics. En el decatló, el lideratge va oscil·lar entre ells. Finalment, després de nou esdeveniments, Johnson va liderar a Yang per un petit marge, però se sabia que Yang era millor a l'esdeveniment final, els 1500 m. Segons The Telegraph (Regne Unit), la llegenda diu que Drake va donar entrenador als dos homes, i ell va aconsellar a Johnson que es mantingués a prop de Yang i estigués preparat per a un sprint infernal al final, i va aconsellar a Yang que en posés tant. distància entre ell i Johnson abans de l'esprint final possible.
Johnson va fer la seva marca personal a 4:49.7 i va acabar només 1,2 segons més lent que Yang, guanyant l'or per 58 punts amb un total de rècord olímpic de 8.392 punts. Tots dos atletes estaven esgotats i es van aturar uns passos més enllà de la línia de meta recolzats l'un contra l'altre per donar-se suport. Amb aquesta victòria, Johnson va posar fi a la seva carrera esportiva.
A la UCLA, Johnson també va jugar a bàsquet sota el llegendari entrenador John Wooden i va ser titular dels Bruins al seu equip de 1958–59. Wooden considerava a Johnson un gran jugador defensiu, però de vegades lamentava haver frenat els seus equips al començament de la seva carrera d'entrenador, i va comentar: «Imagineu a Rafer Johnson al contraatac».
Johnson va ser seleccionat pels Los Angeles Rams a la 28a ronda (333a en general) del Draft de la NFL de 1959 com a corredor.
Mentre entrenava per als Jocs Olímpics de 1960, el seu amic Kirk Douglas li va parlar d'una part a Spartacus que Douglas pensava que podria convertir-lo en una estrella: el gladiador etíop Draba, que es nega a matar Spartacus (interpretat per Douglas) després de derrotar-lo en un duel. Johnson va llegir i va aconseguir el paper, però es va veure obligat a rebutjar-lo perquè la Unió Atlètica d'Aficionats li va dir que el convertiria en un professional i, per tant, inelegible per als Jocs Olímpics segons les regles de l'època. El paper finalment va ser per a un altre gran de la UCLA, Woody Strode. El 1960, Johnson va començar a actuar en pel·lícules i a treballar com a presentador esportiu. Va fer diverses aparicions al cinema, sobretot als anys seixanta. Johnson va treballar a temps complet com a periodista esportiu a principis dels anys setanta. Va ser un presentador esportiu de cap de setmana a la filial local de l'NBC a Los Angeles, KNBC, però semblava incòmode en aquesta posició i finalment va passar a altres coses.
Johnson va treballar en la campanya de les eleccions presidencials del senador dels Estats Units Robert F. Kennedy, i el 5 de juny de 1968, amb l'ajuda de Rosey Grier, va detenir Sirhan Sirhan immediatament després que Sirhan hagués assassinat Kennedy a l'hotel Ambassador de Los Angeles, Califòrnia. Kennedy va morir l'endemà a l'Hospital Good Samaritan. Johnson va parlar de l'experiència a la seva autobiografia, The Best That I Can Be (publicada el 1999 per Galilee Trade Publishing i coautora amb Philip Goldberg).

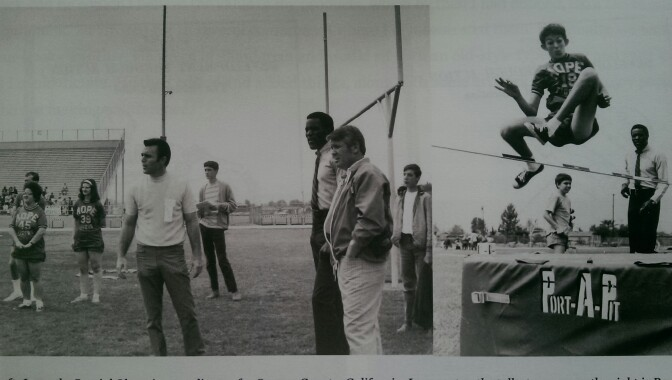
Johnson als Jocs Olímpics Especials de 1972

Johnson va formar part del comitè organitzador de la primera competició de Special Olympics a Chicago el 1968, organitzada per la fundadora de Special Olympics, Eunice Kennedy Shriver i l'any següent va dirigir la fundació dels Special Olympics de Califòrnia. Johnson, juntament amb un petit grup de voluntaris, van fundar els Jocs Olímpics Especials de Califòrnia el 1969 fent una competició al Los Angeles Memorial Coliseum per a 900 persones amb discapacitat intel·lectual. Després dels primers Jocs de Califòrnia el 1969, Johnson es va convertir en un dels membres originals de la junta directiva. La junta va treballar junts per recaptar fons i oferir un modest programa de natació i atletisme. L'any 1983, Rafer va optar a la presidència de la Junta per augmentar la participació de la Junta, reorganitzar el personal per utilitzar de la manera més eficaç els talents de cada persona i ampliar els esforços de recaptació de fons. Va ser elegit president i va exercir el càrrec fins al 1992, quan va ser nomenat president de la Junta de Govern.
L'any 1984 fou l'escollit per realitzar l'encesa del peveter olímpic durant els Jocs Olímpics d'Estiu de 1984 realitzats a Los Angeles.

## Carrera cinematogràfica
L'any 1960, mentre s'entrenava per als Jocs Olímpics d'estiu de 1960, l'actor i productor Kirk Douglas li donà el paper de gladiador etíop Draba a la pel·lícula Espàrtac, si bé la Unió Atlètica Amateur li impedí acceptar el paper. Després dels Jocs de Roma Johnson inicià la seva carrera d'actor, participant entre d'altres en la pel·lícula de la sèrie de James Bond Llicència per matar.

## Política
Membre del Partit Demòcrata dels Estats Units, participà en la campanya presidencial de Robert Kennedy. L'any 1968 ajudà el guardaespatlles Rosey Grier a atrapar Sirhan Sirhan, després que aquest últim assassinés el candidat presidencial a Los Angeles.

## Família
Johnson es va casar amb Elizabeth Thorsen el 1971. Van tenir dos fills i quatre néts.
El germà de Johnson, Jimmy, era membre del Saló de la Fama del futbol professional i la seva filla Jennifer va competir en voleibol platja als Jocs Olímpics de Sydney del 2000 després de la seva carrera universitària a UCLA. El seu fill Joshua Johnson va seguir al seu pare a l'atletisme i va aconseguir un podi en el llançament de javelina als campionats d'atletisme a l'aire lliure dels EUA.
Johnson va participar en el programa Art of the Olympians.

## Mort
Rafer Johnson va morir després de patir un ictus el 2 de desembre de 2020 a Sherman Oaks, Califòrnia. Tenia 86 anys.